# 宮原理子
宮原 理子（みやはら りこ、1992年1月6日 - ）は、日本の女優、タレントである。
東京都出身。砂岡事務所、スタッフ・アップに所属していた。
現在はドルチェスター所属。
2000年にジャスコのVP出演でデビュー。
主な出演作品にミュージカル『アニー』アニー役や、『葉っぱのフレディ〜いのちの旅〜』クレア役などがある。
身長162cm。
フランスに留学経験があり、フランス語、英語を話す。

## 出演
太字は主演、もしくはメインキャラクター。

### 舞台
- アルプスの少女ハイジ（2002年） - 子ヤギ 役
- アニーシリーズ
  - クリスマスコンサート（2003年 - 2005年）
  - 2004年版 - 主演：アニー 役
- 葉っぱのフレディ〜いのちの旅〜（2005年・2006年） - クレア 役
- 銀河鉄道の夜（2008年） - カオル 役[4]
- 豊島区吹奏楽団 Spring Concert 2010〜（2010年）
- ニコニコミュージカル『ニコニコニーコ』（2011年3月） - サンコ 役
- アンネ（2011年５月）  -マルゴー 役
  - 2014年12月版
- 土御門大路〜陰陽師・安倍晴明と貴船の女（能・鉄輪より）（2012年5月） - 白拍子 役
- 劇団ひまわり創立60周年記念公演　蒼い妖精とピノッキオ（2012年7月） - マリア 役
- 劇団ひまわり創立60周年記念公演　アンネ（2012年8月 - 9月） - マルゴー 役
- 最後の五人のアッコちゃんから、一人の新たなアッコちゃんへ（2012年9月）
- 劇団ひまわり創立60周年記念公演　カラフル　(2012年10月)　-ひろか　役
- Moonlight Rambler〜月夜の散歩人〜（2013年8月 - 9月） - 桜木刑事 役
- 十二夜（2013年4月） - オリヴィア 役
- 音楽劇　銀河鉄道の夜（2014年12月） - カオル 役
- Musical PUB vol.6〜映画になったミュージカル〜(2016年3月) -オードリー 役 「リトル・ショップ・オブ・ホラーズ」より
- 雪のプリンセス(2016年３・4月) -雪娘　役
- ミュージカル座ひめゆり(2016年7月) -　綾瀬みち　役
- ミュージカル座スター誕生！(2016年9・10月)-後藤順子・朝比奈ミキ　役
- 「虚像の道化師～演技る～」より オリジナル音楽劇『ガリレオ★CV』原作：東野圭吾(2021年５月)神原敦子　役
- 『トップスまで、あと５秒！』（朗読劇）(2021年9月)
- 『グレイハウンドの呼吸』(2021年12月)アディチ　役
- しゅうくりー夢『君に会いたい』(2022年3月)鸙野綾女　役
- 『ことばのチカラ フェスティバル2022』(2022年8月)
- 『歌って⾛って笑って踊ってキャラバンバン』脚本・作詞・演出：大杉良(2022年11月)
- 『abc赤坂ビーンズクラブ』－side２－(2022年12月)
- 『ダッドシューズ』脚本・演出：米山和仁(2023年1・2月)徳井才加　役
  - 『ダッドシューズ 2025』(2025年3月)[5]
- しゅーくりー夢『天使の災難』(2023年３月)夏目橘子　役
- 『まわれ！無敵のマーダーケース2023』作：佐野瑞樹　演出：こいづか登(2023年3・4月)小山田さくら　役
- 『フラガール』脚本・演出：羽原大介　(2023年10月)炭子　役
- WBB vol.24『幻のイントルーダー』（2023年11月 - 12月）[6]藤澤絵里　役
- NIKKATSU×LEGENDSTAGE CINEMATIC STAGE『東京流れ者』（2024年3月 - 4月）[7]
- 舞台『日本三國』（2025年7月 - 8月）[8]

### テレビドラマ
- 生徒諸君! 第1話（2007年4月20日、テレビ朝日）
- ラーメン刑事 第2話（2021年3月6日、チャンネルNECO） - 店員 役

### ラジオドラマ
- 青春アドベンチャー 見かけの二重星（2012年7月、NHK-FM）
- ラジオシアター〜文学の扉（2013年4月 - 2015年10月、TBSラジオ） - アシスタント

### バラエティ
- 明石家ウケんねん物語（2001年、フジテレビ） - むかつく念
- ポンキッキーズ21（2001年 - 2003年、フジテレビ） - キーズラインダンス

### CM
- バンダイ『おジャ魔女どれみ』タップとポロン（2001年）
- 任天堂「ポケモーション」（2003年）

### その他
- 学研ホールディングス「学研マイコーチ」（2005年） - イメージモデル
- ジャスコ「まいバスケット運動」VP（2000年）
- シマダヤ「冷凍うどん」VP（2001年）
- NOZOMI ISHIGURO PRESENTATION COLLECTION（2007年） - スチールモデル
- 資生堂「シーブリーズ」VP（2007年）
- 社会人の為のマナー講座「冷凍食教育品」第1 - 3弾VP（2013年）